# Cinnamomum ledermannii
Cinnamomum ledermannii är en lagerväxtart som beskrevs av Schewe. Cinnamomum ledermannii ingår i släktet Cinnamomum och familjen lagerväxter. Inga underarter finns listade i Catalogue of Life.